# Roka Fatime
Roka Fatime ali Hamsa (arabsko خمسة, latinizirano: khamsah, khamsa, dob. 'pet'), tudi roka sreče, je amulet ali talisman, priljubljen po vsem Bližnjem vzhodu in v severni Afriki in se pogosto uporablja v nakitu in kot stenska zavesa. Prikazuje odprto desno dlan roke in se uporablja kot znak zaščite v mnogih družbah v zgodovini, saj verjamejo da zagotovi obrambo pred zlobnim očesom.

## Zgodovina
Zgodnjo uporabo hamse je izslediti v starodavni Mezopotamiji (sodobni Irak). Univerzalni znak zaščite je podoba odprte desne dlani najdena pri mezopotamskih artefaktih - amuletih v Ištarinih vratih (Babilon). Drugi simboli božjega varstva, ki temeljijo na dlani roke so Roka Venere (ali Afrodite ), Roka Marije, ki je bila uporabljena za zaščito žensk pred zlobnim očesom, povečanjem plodnosti in dojenjem, spodbujanjem zdrave nosečnosti in krepitev šibkih in Budova kretnja (mudrā ), poučuje in ščiti. Vzgoja ženske je bila namreč osredotočena na materinstvo kot izključno vlogo. 
Ena teorija predpostavlja povezavo med khamsa in Mano Pantea (ali Roka vseh boginj), amulet, ki je znan pri starih Egipčanih kot Dva prsta. V tem amuletu dva prsta predstavljata Izis in Ozirisa in palec, njunega otroka Horusa in je bil uporabljen kot sklicevanje na zaščito duhov staršev nad svojim otrokom. Druga teorija sledi izvoru hamsa do Kartagine (Fenicija), kjer roka (ali v nekaterih primerih vulva) vrhovnega boga Tanita brani pred zlobnim očesom. 
Pot hamsa pozna judovska kultura in je priljubljena še posebej v sefardskih in mizrahi judovskih skupnostih, posledično jo je mogoče izslediti tudi v islamu. Mnogi Judje so prepričani, da pet prstov na hamsi spomni svojega uporabniku, da uporablja vseh pet čutov ko hvali Boga. Ta najljubši muslimanski talisman je postal del judovske tradicije v severnoafriških in bližnjevzhodnih muslimanskih državah. Simbol roke se kaže v kabalističnih rokopisih in amuletih, podvojen kot hebrejska beseda "Shin", prva črka "Shaddaiju", eno od imen, ki se nanašajo na Boga. 
Khamsa priznajo kot nosilca sreče tudi kristjani v regiji. Levantinski kristjani so se sklicevali na roko Marije (arabsko: Kef Miryam). Po koncu islamske vladavine v Španiji, je bila uporaba dovolj pomembna, da je bil sklican odbor škofov in je cesar Karel V. z odlokom prepovedal Roko Fatime in vseh odprtih desnih dlani kot amulet leta 1526.

## Simbolika in uporaba
Roka (Khamsa), zlasti odprta desna dlan, je znak zaščite, ki predstavlja tudi blagoslov, oblast in moč in je videti kot močna obramba pred zlobnim očesom. Ena od najpogostejših sestavin zlatega in srebrnega nakita v regiji, zgodovinsko in tradicionalno, je bila najpogosteje vklesana v curku ali je nastala iz srebra, za katerega so verjeli, da predstavlja čistost in ima magične lastnosti. Bila je naslikana tudi v rdeči barvi (včasih so uporabili kri žrtvene živali) na stenah hiš za zaščito ali pobarvana ali obešena na vratih prostorov, kjer je bila mati ali novorojenec. Roka ima lahko prste narazen, da se ubrani pred zlom ali kot zaprta dlan, da prinaša srečo.
Hamsa pogosto vsebuje simbol za oči. Upodobitve rok, oči ali številke pet v arabščini je tradicionalno povezana z odganjanjem zlobnega očesa, kot je prikazano v reku khamsa fi ainek ("pet [prstov] v očesu"). Dvig desne roke z dlanjo in prsti rahlo narazen je del prekletstva, ki pomeni "slepim agresorja". Še en rek proti zlobnemu očesu v arabščini, a brez kretnje, je khamsa wa-khamis ("pet in četrtek"), kot peti dan v tednu, ki je četrtek, šteje za dober dan za magične obrede in romanja do grobnic svetnikov, za učinkovit boj z zlobnim očesom.
Zaradi njenega pomena tako v arabski in berberski kulturi, je hamsa eden od državnih simbolov Alžirije in se pojavi v grbu. Je tudi najbolj priljubljen med različnimi amuleti. Za odganjanje zlobnega očesa v Egiptu, egiptovski ženske, ki živijo v baladi ('tradicionalna' ) mestnih četrtih, pogosto uporabljajo khamaysa, amulete, sestavljene iz petih (khamsa) povezanih na otrokove lase ali črne predpasnike. Pet predmetov je lahko iz paprike, dlani, krogov ali zvezd, ki visijo iz trnkov. 
Po ustanovitvi države Izrael, je bila razširjena uporaba talismana, ki ga Judje iz islamskih držav štejejo za znak "Easternness", pogled navzdol na v evrocentrični Aškenazi kulturni miljeja, ki prevladuje.
- Amulet z dvema rokama Fatime, nosijo napise "Bog je varuh", "Bog prinaša tolažbo v vseh preskušanjih".
- Hamsa iz Tropenmuseum, Amsterdam.
- Ikona za WikiProject Visual arts.

Podobno kot v zahodni uporabi besedne zveze potrkal na les, je skupni izraz v Izraelu  Hamsa, Hamsa, Hamsa, tfu, tfu, tfu, zvok za pljuvanje, s katerim naj bi se izpljunila smola.
Pri praznovanju Mimouna v Severni Afriki, judovski praznik pashe, so mize okrašene z različnimi simboli sreče in plodnosti, s poudarkom na številki "5", kot je pet kosov zlatega nakita ali pet fižolov, razporejenih na listu testa. Ponavljanje številka pet je povezana z Hamsa amuletom.